# Sonetos (Shakespeare)

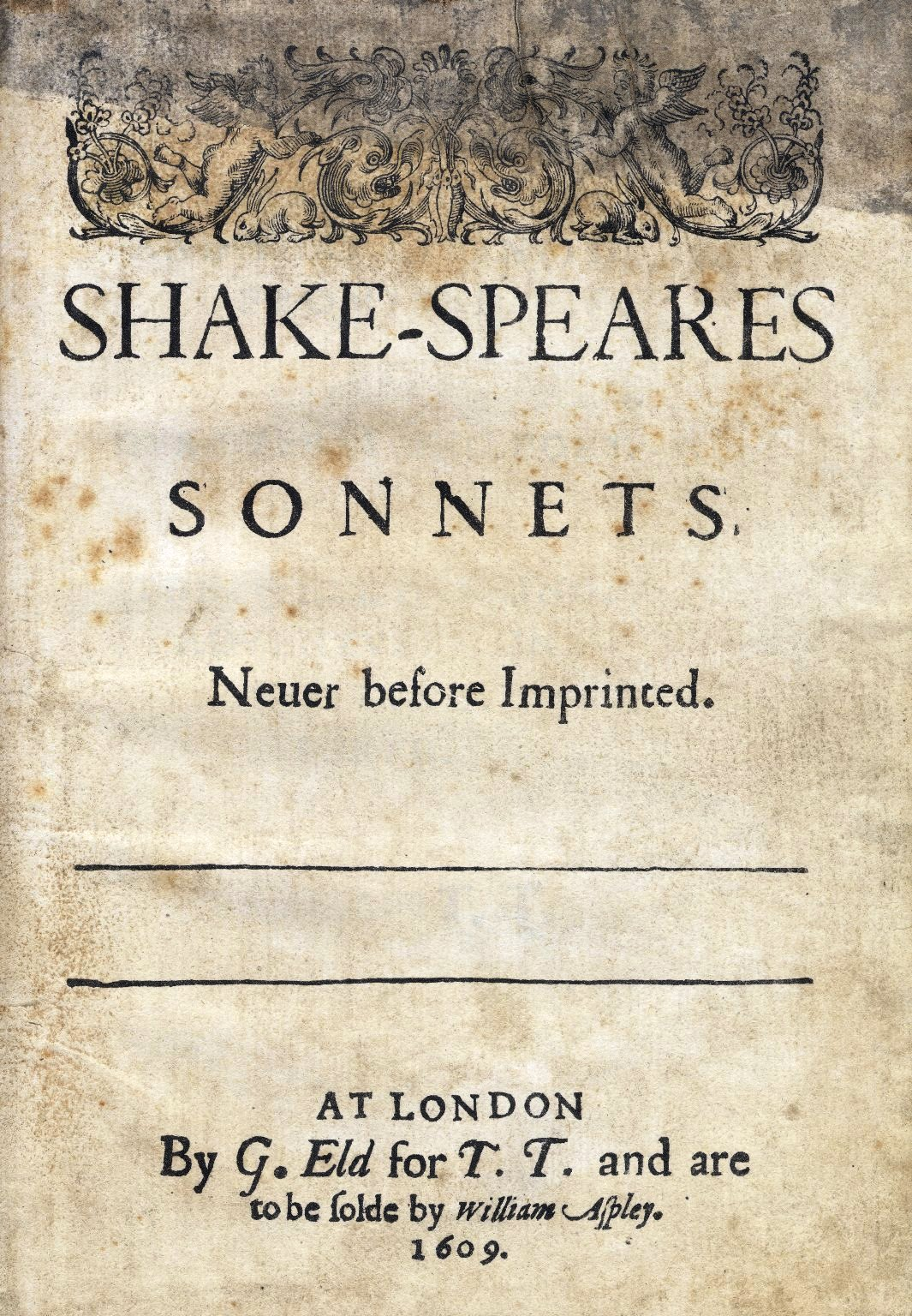
Portada de la edición de 1609 de los Shake-Speares Sonnets

Los Sonetos (Sonnets) de Shakespeare son un conjunto de 154 poemas bajo la forma estrófica del soneto inglés y empleando el pentámetro yámbico en los que se tratan temas tales como el amor, la belleza, la política y la mortalidad. 
Fueron escritos, probablemente, a lo largo de varios años, para ser al fin publicados, excepto los dos primeros, en 1609; los número 138 ("When my love swears that she is made of truth") y 144 ("Two loves have I, of comfort and despair") habían sido previamente publicados en una miscelánea de 1599 titulada The Passionate Pilgrim ("El peregrino apasionado").
Los Sonetos fueron publicados bajo unas condiciones que todavía hoy siguen siendo inciertas. Por ejemplo, existe una misteriosa dedicatoria al comienzo del texto donde un tal «Mr. W. H.» es descrito por un tal T. T. (supuestamente su editor, Thomas Thorpe) como «the only begetter» (el único inspirador) de los poemas; se desconoce quién era esa persona. La dedicatoria se refiere también al poeta con el adjetivo «ever-living», literalmente inmortal, que normalmente se aplica a una persona ya muerta. También, aunque los poemas fueron escritos por William Shakespeare, no se sabe si el editor usó un manuscrito autorizado por él o una copia no autorizada. Extrañamente, el nombre del autor está dividido por un guion en la portada y en la cabecera de cada página de la edición. Estas anomalías han incentivado el debate sobre la autoría de las obras atribuidas a Shakespeare.
Los primeros 17 sonetos se dirigen a un joven, urgiéndole a casarse y a tener hijos, de forma que su belleza se pueda transmitir a la siguiente generación. Este grupo de poemas se conoce con el nombre de procreation sonnets (sonetos de la procreación).
Los sonetos que van del 18 al 126 se dirigen también a un joven, pero ahora expresando el amor que siente la voz lírica por él. 
Los comprendidos entre el 127 y el 152 están escritos a la amante de la voz lírica, expresándose en ellos el amor que siente por ella. Abordan temas como la infidelidad, la resolución para controlar la lujuria, etc. 
Los últimos dos sonetos, el 153 y el 154, son alegóricos.

## Dedicatoria a Mr. W. H.
La única edición de los sonetos de Shakespeare publicada en vida del autor, el Quarto de 1609, está dedicada a un tal "Mr. W.H.". La realidad, identidad y edad de esta persona es un misterio y ha provocado un gran número de especulaciones.
La dedicatoria íntegra es la siguiente:

TO.THE.ONLIE.BEGETTER.OF.

THESE.INSVING.SONNETS.

Mr.W.H. ALL.HAPPINESSE.

AND.THAT.ETERNITIE.

PROMISED.

BY.

OVR.EVER-LIVING.POET.

WISHETH.

THE.WELL-WISHING.

ADVENTVRER.IN.

SETTING.

FORTH.

Al único inspirador de

los siguientes sonetos

el Sr. W. H., toda felicidad

y aquella eternidad

prometida

por

nuestro inmortal poeta

le desea

quien con los mejores deseos

se aventura a

darlos 

a la luz 

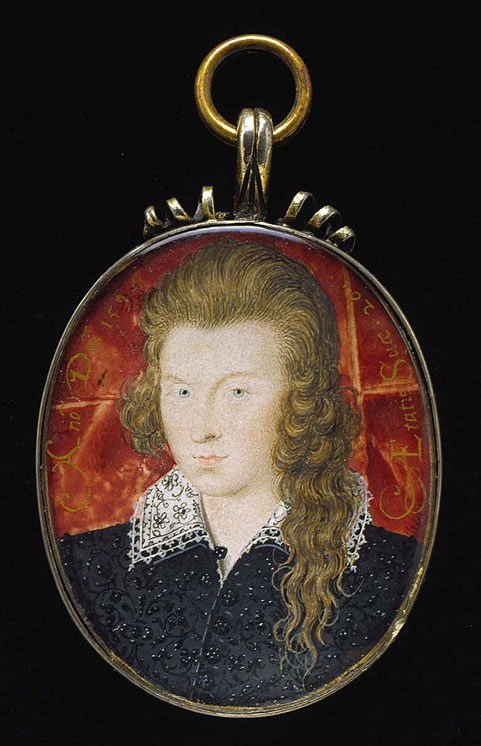
Henry Wriothesley, Tercer Conde de Southampton:
Mecenas de Shakespeare a los 21 años de edad, uno de los candidatos para identificar el "Fair Lord" de los sonetos.

Aunque se supone que las iniciales «T.T.» corresponden con Thomas Thorpe, el editor, no es seguro que Thorpe o Shakespeare escribiesen la dedicatoria. Las letras mayúsculas y los espacios que siguen a cada palabra son rasgos que, probablemente, indican la intención de remedar la forma de las inscripciones de la antigua Roma, dándole así un sentido de eternidad e importancia a los sonetos. En estos, Shakespeare afirma en varios momentos que perdudarán más que otros objetos terrenales como monumentos de piedra e inscripciones. El soneto 55 indica:

Not marble, nor the gilded monuments
Of princes shall outlive this pow'rful rhyme.
Ni el mármol, ni los dorados monumentos
de príncipes han de sobrevivir a estas potentes rimas.

126 de los sonetos están dirigidos a un joven, con frecuencia llamado "Fair Youth". Básicamente, existen dos teorías acerca de la identidad de Mr. W.H.: la que lo identifica con el joven y la que afirma que se trata de una persona distinta.
La siguiente es una lista no exhaustiva de los candidatos:
- William Herbert (el conde de Pembroke): Herbert está considerado por muchos como el principal candidato, ya que a él está dedicado también el First Folio de las obras de Shakespeare.
- Henry Wriothesley (el conde de Southampton): Muchos han afirmado que 'W.H.' son las iniciales de Southampton al revés, y que es un candidato apropiado en tanto que a él le dedicó Shakespeare sus poemas Venus & Adonis y La Violación de Lucrecia. Southampton era también conocido por su buen aspecto, y se ha sugerido en ocasiones que podría ser el 'fair youth' de los sonetos.
- Sir William Harvey, padrastro de Southampton: Esta teoría asume que el fair youth y Mr. W.H. son personas distintas, y que Southampton es ese joven. Harvey sería el "begetter" (inspirador) de los sonetos en el sentido de que sería él quien se los proporcionó al editor.
- El mismo Shakespeare, William Himself (W. H.): Esta teoría fue propuesta por el especialista alemán D. Barnstorff, aunque no ha encontrado mucho apoyo.
- Un simple error de impresión de las iniciales de Shakespeare, 'W.S.' o 'W. Sh'. Esta idea fue sugerida por Bertrand Russell en sus memorias, y también por Don Foster en "Master W.H., R.I.P." (PMLA 102, pp. 42-54) y por Jonathan Bate en The Genius of Shakespeare.
- William Hall: Hall fue un impresor responsable de la impresión de otras obras publicadas por Thorpe (de acuerdo con esta teoría, la dedicatoria es simplemente un tributo de Thorpe a su colega y no tiene nada que ver con Shakespeare). Esta teoría, apuntada por primera vez por Sir Sidney Lee en su A Life of William Shakespeare (1898), fue seguida por Colonel B.R. Ward en su The Mystery of Mr. W.H. (1923). Los que la apoyan indican que el nombre completo "William Hall" aparece si la palabra "all", que sigue inmediatamente a las iniciales en la dedicatoria, se le añade a ellas. Hay también evidencia documental de un William Hall de Hackney que firmaba como 'WH' tres años antes, aunque no parece que sea el mismo que el impresor.
- Willie Hughes: El especialista del siglo XVIII Thomas Tyrwhitt propuso por primera vez la teoría de que el Mr. W.H. (y el Fair Youth) fue "William Hughes", basándose en presuntos juegos de palabras en los sonetos. El argumento fue repetido en la edición de 1790 de los sonetos a cargo de Edmund Malone. La exposición más famosa de esta teoría se encuentra en el relato de Oscar Wilde titulado "The Portrait of Mr. W.H." en el que el narrador de la historia describe los juegos de palabras con "will" y "hues" en los sonetos, y afirma que fueron escritos pensando en un joven y seductor actor llamado Willie Hughes que actuaba en papeles femeninos en las obras de Shakespeare. Sin embargo, no hay evidencia de la existencia de tal persona.
- William Haughton, un dramaturgo contemporáneo.

En su edición de Oxford University Press de los sonetos, Colin Burrow sostiene que la dedicatoria es deliberadamente misteriosa y ambigua, y que probablemente significa "Who He", frase también usada en un panfleto contemporáneo. Sugiere que pudo haber sido creado por Thorpe simplemente para fomentar la especulación y la discusión y, consecuentemente, las ventas del texto.

## Estructura
Cada soneto está formado por cuatro estrofas, tres serventesios y un pareado final, compuestas en pentámetros yámbicos (el verso también usado en las obras dramáticas de Shakespeare) con un esquema de rima abab cdcd efef gg (forma que hoy en día se conoce como soneto shakespeariano). Hay tres excepciones: los sonetos 99, 126 y 145. El número 99 tiene quince versos. El 126 consiste en seis pareados y dos versos blancos escritos en letras itálicas. Por su parte, el 145 está en tetrámetros yámbicos, y no en pentámetros. Con frecuencia, el comienzo del tercer cuarteto señala la vuelta o verso en el que el tono del poema cambia, y el poeta expresa una revelación o epifanía. Hay otra variación en la estructura estándar, encontrada por ejemplo en soneto 29. Se cambia el esquema de rima normal cambiándolo por la repetición de la letra b del cuarteto uno al cuarteto tres, donde debería sonar la letra f.

## Personajes
Tres son los personajes a los que se dirigen la mayoría de los sonetos: un hermoso joven, un poeta rival y la dama del pelo negro; convencionalmente, cada uno de estos destinatarios son conocidos por los sobrenombres de, respectivamente, el Fair Youth, el Rival Poet y la Dark Lady. La voz lírica expresa admiración por la belleza del joven, y más tarde mantiene una relación con la Dark Lady. Se desconoce si los poemas y sus personajes son ficción o autobiográficos. Si fuesen autobiográficos, las identidades de los personajes estarían abiertas al debate. Diversos especialistas, especialmente A. L. Rowse, han intentado identificar los personajes con individuos históricos.

### Fair Youth
El Fair Youth es un joven sin nombre a quien se dirigen los sonetos que van del 1 al 126. El poeta escribe del joven con un lenguaje romántico y cariñoso, un hecho que ha llevado a varios comentaristas a sugerir una relación homosexual entre ellos, aunque otros lo interpretan como un amor platónico.
Los primeros poemas de la colección no sugieren una relación personal estrecha; por el contrario, en ellos se recomiendan los beneficios del matrimonio y del tener hijos. Con el famoso soneto 18 ("Shall I compare thee to a summer's day": Debería compararte a un día de verano), el tono cambia dramáticamente hacia una intimidad romántica. El soneto 20 se lamenta explícitamente de que el joven no sea una mujer[cita requerida]. La mayoría de los siguientes sonetos describen los altibajos de la relación, culminando con una relación entre el poeta y la Dark Lady. La relación parece terminar cuando el Fair Youth sucumbe a los encantos de la dama.
Ha habido numerosos intentos de identificar al amigo. El mecenas de Shakespeare durante un tiempo, Henry Wriothesley, III conde de Southampton, es el candidato que más veces ha sido sugerido para su identificación, aunque el último mecenas de Shakespeare, William Herbert, tercer conde de Pembroke, ha sido recientemente señalado como otra posibilidad. Ambas teorías están relacionadas con la dedicatoria de los sonetos a 'Mr. W.H.', "the only begetter of these ensuing sonnets" (el único inspirador de los siguientes sonetos): las iniciales se podrían aplicar a cualquiera de los dos condes. Sin embargo, aunque el lenguaje de Shakespeare parece en ocasiones indicar que el amigo sea alguien de un estatus social más elevado que el de él, podría no ser así. Las aparentes referencias a la inferioridad del poeta pueden ser simplemente parte de la retórica de la sumisión romántica. Una teoría alternativa, expuesta en el relato de Oscar Wilde "The Portrait of Mr. W. H." apunta a una serie de juegos de palabras que podrían sugerir que los sonetos están escritos para un joven actor llamado William Hughes (Mr. W. H.); sin embargo, el cuento de Wilde reconoce que no hay evidencias de la existencia de tal persona. Samuel Butler, por su parte, creyó que el amigo fue un marinero, y recientemente Joseph Pequigney ('Such Is My love') ha pensado en un desconocido plebeyo.

### The Dark Lady
Los sonetos del 127 al 152 se dirigen a una mujer generalmente conocida como Dark Lady, pues de su pelo se dice que es negro y de su piel, que es oscura. Estos sonetos tienen un carácter explícitamente sexual, a diferencia de los escritos al "Fair Youth". De la lectura se intuye que el yo de los sonetos y la dama mantuvieron una relación apasionada, pero que ella le fue infiel, quizá con el "Fair Youth". Humildemente, el poeta se describe como calvo y de mediana edad en el momento de la relación.
Se ha intentado en numerosas ocasiones identificar a la "Dark Lady" con personalidades históricas, tales como Mary Fitton o la poeta Emilia Lanier, que es la favorita de Rowse. Algunos lectores han sugerido que la referencia a su piel oscura pudiera sugerir un origen español o incluso africano (por ejemplo en la novela de Anthony Burgess sobre Shakespeare, Nothing Like the Sun). Otras personas, por el contrario, insisten en mantener que la Dark Lady no es más que un personaje de ficción y que nunca existió en la vida real; sugieren, además, que la oscuridad de la dama no debe ser entendida literalmente sin más bien como representación de la fuerza oscura de la lujuria física como opuesta al amor platónico ideal asociado con el "Fair Youth". 
Una investigación publicada en 2012 identifica a esta dama con una conocida madame y prostituta del barrio londinense de Clerkenwell, la conocida como «Black Luce». El profesor Dunkan Salkfeld encontró referencias a la gerente del burdel en el diario de Philip Henslowe, el dueño del Teatro de la Rosa que acogía a la compañía rival de la de Shakespeare. La prostituta aparece registrada como inquilina de Henslowe y, por tanto, la relacionan con el mundo del teatro, haciendo muy probable que conociera personalmente a Shakespeare, que además tenía amigos y parientes en Clerkenwell. «Black Luce» era una célebre proxeneta que se movía por diferentes estratos de la sociedad recibiendo tanto a inmigrantes como a hombres de alcurnia y su nombre aparece en el registro de espectáculos obscenos de 1594; su mala reputación aflora en varias obras dramáticas y textos literarios de la época, aunque al contrario que sus empleadas, nunca fue perseguida por la justicia.

### The Rival Poet
El poeta rival es, a veces, identificado con Christopher Marlowe o con George Chapman. Sin embargo, no hay evidencias contundentes de que el personaje tenga una correspondencia con alguna persona real.

## Temas
Los sonetos de Shakespeare son, frecuentemente, más sexuales y prosaicos que las colecciones de sonetos contemporáneas de otros poetas. Una interpretación de esto es que los sonetos de Shakespeare son, en parte, un pastiche o una parodia de la tradición de sonetos amorosos petrarquistas que dominó parte de la poesía europea durante tres siglos. Lo que Shakespeare hace es convertir a la "madonna angelicata" en un joven o a la hermosa dama en una dama oscura. Shakespeare viola también algunas reglas sonetísticas que habían sido estrictamente seguidas por otros poetas: juega con los papeles sexuales (soneto 20), habla de males humanos que no tienen que ver con el amor (soneto 66), comenta asuntos políticos (soneto 124), hace chistes sobre el amor (soneto 128), habla abiertamente sobre sexo (soneto 129), parodia la belleza (soneto 130) e incluso introduce ingeniosos matices pornográficos (soneto 151).

## Legado
Además de situarse al final de la tradición sonetística petrarquista, los sonetos de Shakespeare pueden también ser vistos como un prototipo, o incluso como el comienzo, de un nuevo tipo de moderna poesía amorosa. Tras ser descubierto Shakespeare durante el siglo xviii —y no solo en Inglaterra— los sonetos crecieron en importancia durante el siglo xix.[cita requerida]
La importancia e influencia de los sonetos se demuestra en la innumerable serie de traducciones que se han hecho de ellos. Hasta las fecha, solo en los países de habla germánica, se ha hecho 68 traducciones completas desde 1784. No hay ninguna lengua importante a la que no hayan sido traducidos, incluido el latín, turco, japonés, suajili, esperanto, e incluso klingon.

## Ediciones modernas
Legalmente, los sonetos (como toda la obra de Shakespeare) está bajo dominio público. Esto ha ayudado a que hayan sido impresos en muchas ediciones.
- Martin Seymour-Smith (1963) Shakespeare's Sonnets (Oxford, Heinemann Educational)
- Stephen Booth (1977) Shakespeare's Sonnets (Yale)
- W G Ingram and Theodore Redpath (1978) Shakespeare's Sonnets, 2nd Edition
- John Kerrigan (1986) The Sonnets and a Lover's Complaint (Penguin)
- Katherine Duncan-Jones (1997) Shakespeare's Sonnets (Arden Edition, Third Series)
- Helen Vendler (1997) The Art of Shakespeare's Sonnets
- Colin Burrow (2002) The Complete Sonnets and Poems (Oxford, Oxford University Press)
- Nigel Tomm (2006) Shakespeare’s Sonnets Remixed (BookSurge)

## Traducciones completas al español
- Traducción de Luis Astrana Marín, reimpresa en varias ediciones.
- Traducción de Agustín García Calvo en la editorial Anagrama (1983).
- Traducción de Pablo Mañe Garzón en Ediciones 29 (1987).
- Traducción de Atilio Pentimalli en Ediciones 29 (1990).
- Traducción de Carlos Pujol en la editorial Comares (1990).
- Traducción de Gustavo Falaquera en la editorial Hiperión (1993).
- Traducción de José María Álvarez en la editorial Pre-Textos (1998).
- Traducción de Alfredo Gómez Gil en la editorial Edaf (2000).
- Traducción de Ramón García González en Biblioteca Virtual Miguel de Cervantes (2003).
- Traducción de Antonio Rivero Taravillo en la editorial Renacimiento (2004).
- Traducción de Carmen Pérez Romero en la editorial de la Universidad de Extremadura (2006).
- Traducción de Pedro Pérez Prieto en Editorial Nívola (2008). Premio de Traducción Esther Benítez 2009.
- Traducción de Christian Law Palacín en Barthleby Editores (2009).
- Traducción de los Sonetos y Lamento de una amante de Andrés Ehrenhaus en Galaxia Gutenberg/Círculo de Lectores (2009).
- Traducción de la poesía completa, Poesía completa de Shakespeare (Venus y Adonis / La violación de Lucrecia / El peregrino apasionado / El fénix y la tórtola / Sonetos / Lamento de una amante'), de Antonio Rivero Taravillo , Biblioteca de Literatura Universal, Almuzara, 2010.
- Ramón Gutiérrez Izquierdo: Edición, Traducción y Comentarios de Sonetos de Shakespeare, Shakespeare´s Sonnets (ed. bilingüe, 733 pág.), en Visor libros, Madrid (2011.)
- Montezanti, Miguel Ángel, cuidado y tr. Sólo sos vos: Los sonetos de Shakespeare en traducción rioplatense, Mar del Plata, Eudem, 2011
- Traducción de Bernardo Santano Moreno en la editorial Acantilado (2013). Edición bilingüe.
- Traducción de Luciano García García: Sonetos y querellas de una amante, en la Editorial JPM (2013). Edición bilingüe.
- Traducción de Salvador D. Insa en editorial Poesía Eres Tú (2016). Edición bilingüe.
- Traducción de Jorge Luis Pérez Armijos y Francisco Pérez Febres-Cordero: Variaciones Shakespeare: los 154 sonetos, en castellano, Guayaquil, Programa editorial municipal de Santiago de Guayaquil (2018).

## Traducciones parciales
- Manuel Mujica Lainez: Cincuenta sonetos de Shakespeare, 1963.[9]